# フレデリック・ホークスワース

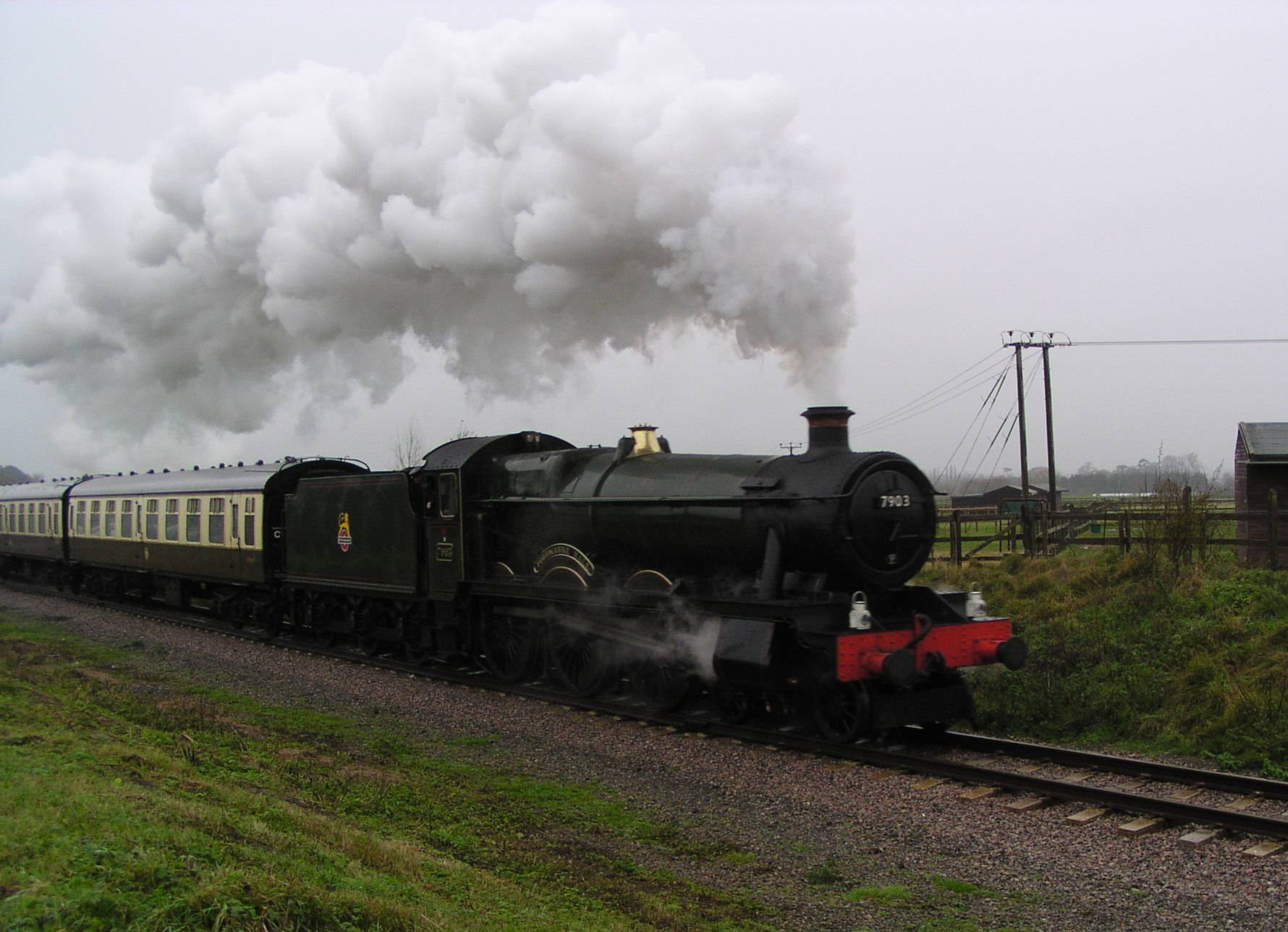
保存されている6959形（改ホール級）の70903号「フォアマーク・ホール」

フレデリック・ウィリアム・ホークスワース（英語: Frederick William Hawksworth、1884年2月10日 - 1976年7月13日）は、イギリスの鉄道技術者で、グレート・ウェスタン鉄道（GWR）最後の主任技師長である。グレート・ウェスタン鉄道の工場があるスウィンドンに生まれ、1898年に15歳でグレート・ウェスタン鉄道に入社し、1941年に57歳で主任技師長に就任した。
ジョージ・チャーチウォードの下で最先端の蒸気機関車の開発を行ってきたスウィンドン工場は、その後任のチャールズ・コレットの在任の後年、いくらかアイデアが行き詰った状態にあり、またコレットが主任技師長の職を辞めたがらなかったためホークスワースが職を引き継ぐのが遅れることになった。ホークスワースはチャーチウォードの弟子の1人で、チャーチウォードの設計にも関わっていた。たとえば、彼は111号「ザ・グレート・ベア」の全体配置の製図にも関わっていた。

## 新規導入点
ホークスワースは彼の経歴を通じて関わってきた設計の伝統を継続したが、複数の重要な改良を行った。特に彼の在任中の大型機関車では過熱器の大型化が実施され、また溶接による製造の適用拡大が図られた。他に目立つ新しい点としては、溶接を利用して組み立てた、スラブ側板利用の炭水車があり、伝統的なリベットで板を組み立てて段の付いた側面に比べてかなりすっきりとした外観をしていた。

## 新設計機関車

### 6959形（改ホール級）
1944年から製作された、彼の最初の設計が、6959形（ホール改型）で、過熱器の強化とかなり違うシリンダーおよび台枠の製造により、コレットの設計（4900形、ホール型）を大幅改良したものである。

### 1000形（カウンティ級）
第二次世界大戦後、さらに4種類の新設計があり、ほとんどは以前の型の改良型であった。1000形（カウンティ級）は、グレート・ウェスタン鉄道の2シリンダー車軸配置4-6-0の機関車として、最後で最強の機関車であり、42年前の2900形（セイント級）に始まる一連の機関車の最高峰である。台枠は改ホール級に似ているが、ボイラーは新しい設計のもので、ホール級の標準1型ボイラーよりも直径が大きく、4073形（キャッスル級）のボイラーよりは直径が小さくかなり短いものとなっている。このボイラーは、第二次世界大戦中に鉄道が政府管理下にあった当時にスウィンドン工場でロンドン・ミッドランド・アンド・スコティッシュ鉄道（LMS）の8F形を製造した際に導入した工作機械を用いて製作しており、これ以前のGWRのどの機関車よりも高い、280 psi（約19気圧）の圧力を使用している。チャーチウォードの設計した3800形（同じくカウンティ級）に使われていたのと同じ名前を採用したものがある。

### 9400形
テーパー式ボイラーを採用した車軸配置0-6-0のパニアタンク機関車、9400形は、外部の契約メーカーにより大量生産された。足回りは5700形と似ていたが、より大型のボイラーを搭載しており、大きな出力を持ち、また粘着重量が大きかったことからブレーキ能力も高かった。スウィンドン工場で造られた、最初の10両のみがグレート・ウェスタン鉄道時代に登場した。最後の2形式は最初からイギリス国鉄塗装のみであった。

### 1500形
間違いなく、ホークスワースの設計でもっとも先進的だったのが1500形であった。9400形と同じボイラーを搭載していたが、まったく新しいホイールベースの短い台枠に外側ワルシャート式弁装置を備え、ランボードを省略し、溶接による製造を大幅に導入した。軌道脇から簡単に保守ができるように設計されていた。

### 1600形
ホークスワース設計で最後のものは、とても軽量で議論を呼んだ車軸配置0-6-0のパニアタンク機関車である、1600形である。当時すでに耐用年数が尽きつつあった、2021形の近代化版であった。

## イギリス国鉄
ホークスワースは、1948年にイギリス国鉄西部局が成立しても、主任技師長の座に留まり、1949年末に引退するまで機関車の設計に関わり続けた。彼はスウィンドンで27年後の1976年7月に亡くなった。かつてのスウィンドン工場の隣にある、セント・マークス教会に葬られた。

## 保存
ホークスワース設計の機関車のうち、カウンティ級以外は保存されている。グレート・ウェスタン協会は、1014号「カウンティ・オブ・グラモーガン」のレプリカを、改ホール級の台枠とLMS鉄道8形のボイラーの部品、そして1006号「カウンティ・オブ・コーンウォール」の煙突を利用して、再度造る作業を進めている。